# 1436 en santé et médecine
| Années de la santé et de la médecine : 1433 - 1434 - 1435 - 1436 - 1437 - 1438 - 1439    |
| Décennies de la santé et de la médecine : 1400 - 1410 - 1420 - 1430 - 1440 - 1450 - 1460 |

Cet article présente les faits marquants de l'année 1436 en santé et médecine.

## Événements

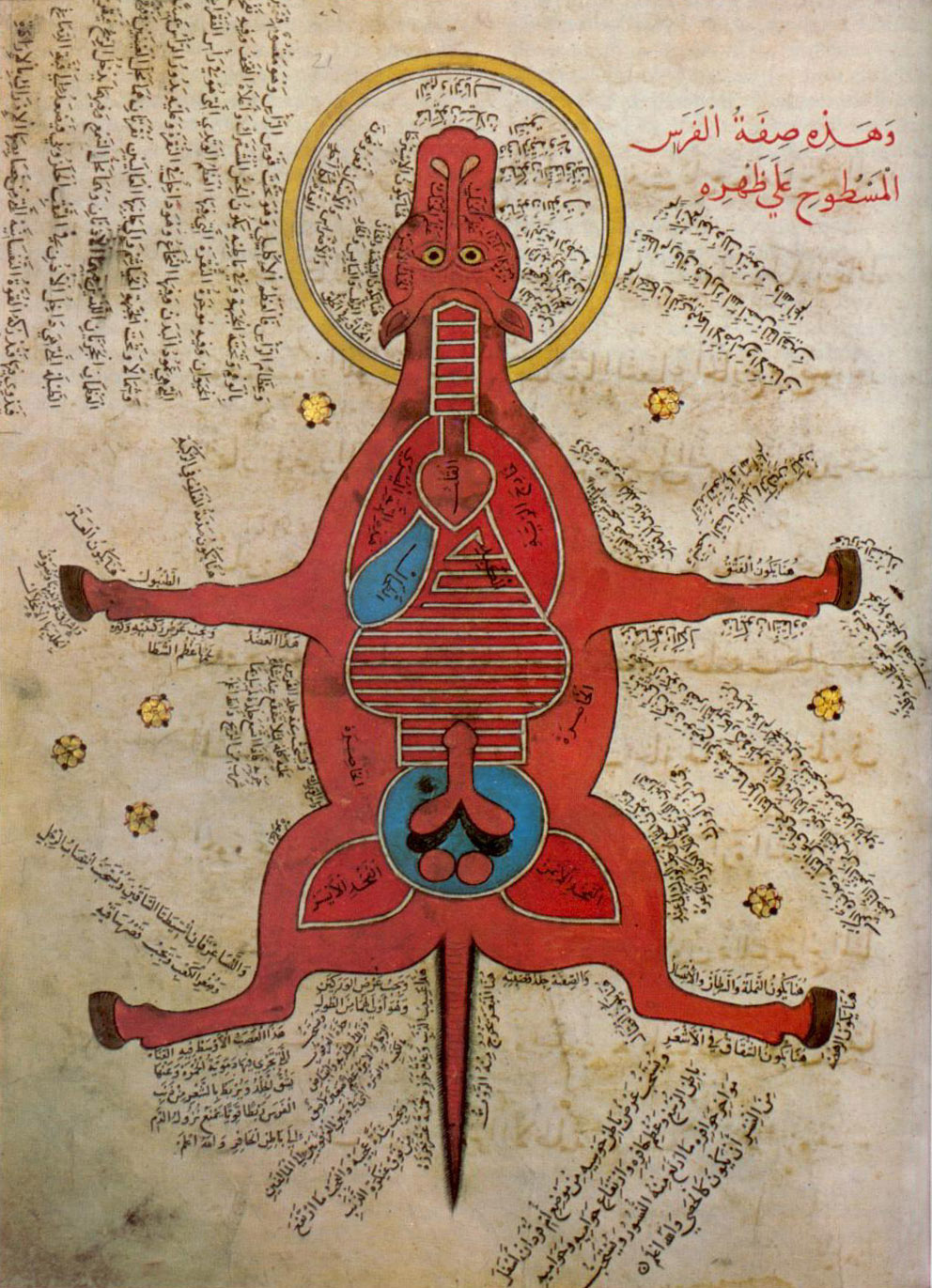
Anatomie du cheval
Égypte, XVe siècle
(bibl. univ. Istamboul)

- 6 octobre : Louis, lieutenant général de Savoie et prince de Piémont, accorde ses licences à la faculté de médecine de Turin[1].
- Sigismond, empereur d'Allemagne,  prescrit aux villes de pensionner un médecin officiel (« Stadtphysicus[2] »).
- L'emploi de la feuille du Ginkgo biloba contre les affections pulmonaires[3] est attesté en Chine[4].
- Le conseil d'Augsbourg, ville libre d'Empire, prend à sa charge les soins donnés à plusieurs femmes en couches[5].
- Fondation à Valladolid en Castille d'un hospice pour les malades mentaux[6].
- Fondation d'une compagnie de barbiers chirurgiens à Beverley dans le comté d'York en Angleterre[7].
- L'organisation d'examens par la corporation des albéitares (hippologues et hippiatres) de Valence, en Espagne, est mentionnée pour la première fois[8].
- Vers 1436 : fondation de l'hôpital des Innocents de Séville en Espagne[9].

## Décès
- 29 avril : Raymond Sebon (né vers 1385), médecin, théologien et philosophe catalan, surtout connu pour sa Theologia naturalis, achevée en 1436 et traduite en français par Montaigne en 1569[10].
- Dorotea Bucca (née en 1360), professeur de médecine et de philosophie à Bologne[11].
- Jean Fusoris (né vers 1365), mathématicien et astronome, reçu maître en médecine à Paris, médecin de l'évêque de Norwich, Richard Courtenay (en), mais surtout connu comme concepteur et fabricant d'instruments d'astronomie[12].